# Daniel Aquino Pintos

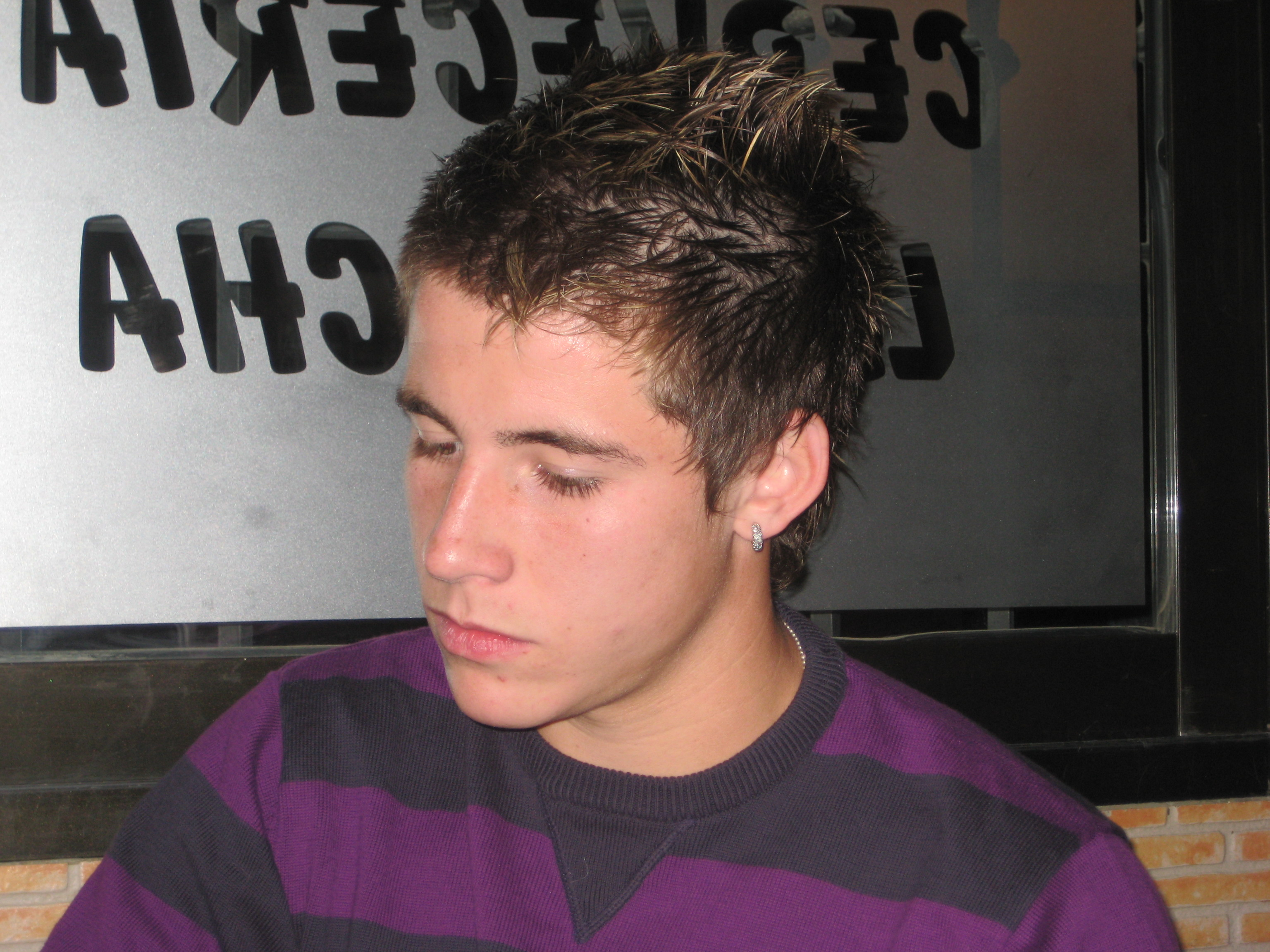
Daniel Aquino Pintos

Daniel (Dani) Aquino Pintos (Murcia, 27 juli 1990) is een Spaans voetballer. Hij speelt als aanvaller bij Real Murcia. Aquino heeft als bijnaam El Torito (Het Stiertje) en hij is de zoon van voormalig profvoetballer Daniel Aquino.

## Clubvoetbal
Aquino speelde meerdere jaren in de jeugdelftallen van Real Murcia. Na twee seizoenen bij het tweede elftal (2005-2007), debuteerde de aanvaller in 2007 in het eerste elftal. Op 16-jarige leeftijd speelde hij als invaller tegen CD Tenerife in een wedstrijd in de Segunda División A. Op 20 januari 2008 speelde Aquino zijn eerste wedstrijd in de Primera División tegen Real Zaragoza. Op 4 mei 2008 maakte hij tegen Racing de Santander zijn eerste doelpunt in de hoogste Spaanse divisie.

## Nationaal elftal
In mei 2007 nam Aquino met Spanje deel aan het gewonnen EK Onder-17 in België. Hij maakte in de groepswedstrijd tegen Oekraïne een doelpunt. In september 2007 werd de aanvaller met Spanje vicekampioen op het WK Onder-17 in Zuid-Korea. Aquino scoorde tegen Syrië en Argentinië in de groepsfase en in de halve finale tegen Ghana.